# Kronohagen
Kronohagen (finska: Kruununhaka) är en stadsdel i Helsingfors och en del av Estnäs distrikt. Kronohagen ligger i Helsingfors centrum och namnet kommer från en äng där kronans hästar betade. Ängen fanns vid nuvarande Fredsgatan. Kronohagen är Helsingfors administrativa centrum sedan staden flyttades dit år 1640 från Gammelstaden
I Kronohagen ligger bland annat Senatstorget med Helsingfors universitets huvudbyggnad, Helsingfors domkyrka och Statsrådsborgen. I Kronohagen finns också Presidentens slott, Helsingfors stadshus, Finlands bank,  Ständerhuset, Balders hus och Riddarhuset. Helsingfors universitet har flera institutioner i Kronohagen. 
Kronohagen var hem för svenskspråkiga läroverken Svenska lyceum (Revan) för pojkar (1872-1968) och Laurellska skolan (Lavan) för flickor (1870-1968).

## Bildgalleri

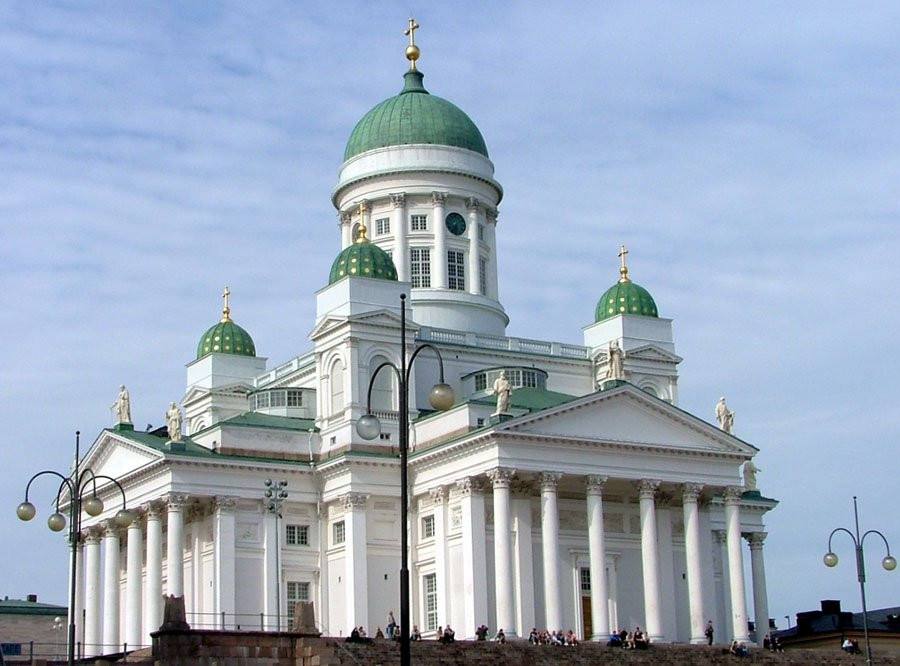
Helsingfors domkyrka
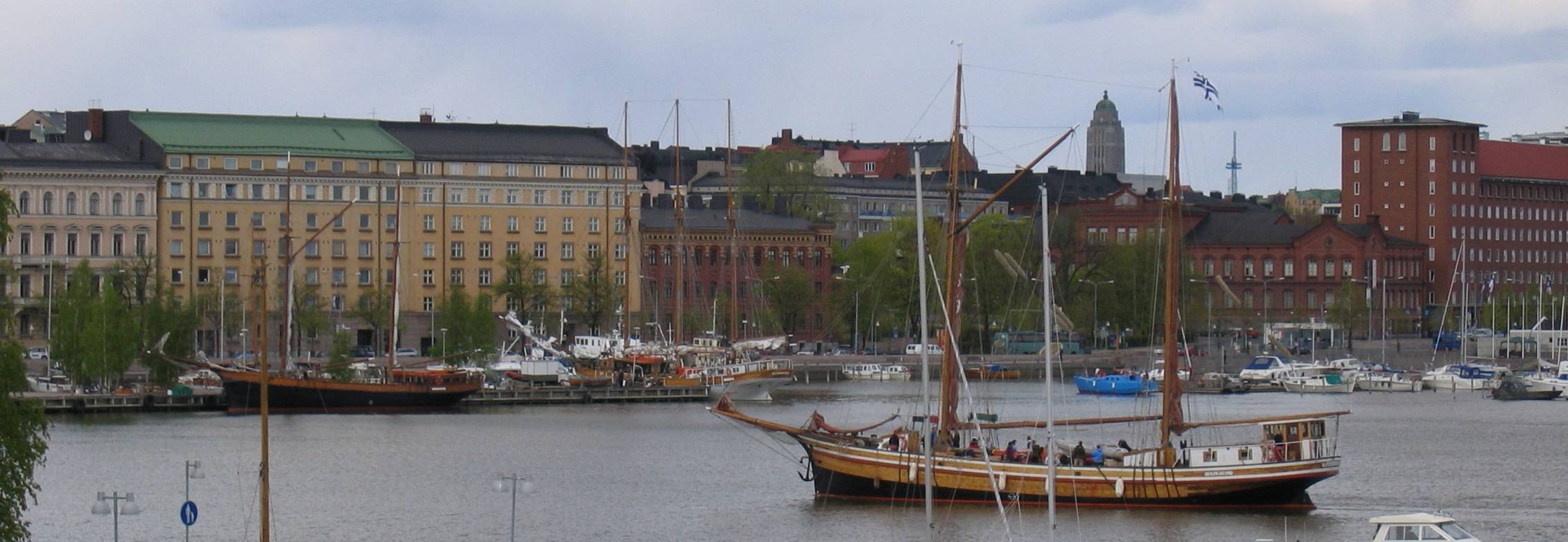
Norra kajen
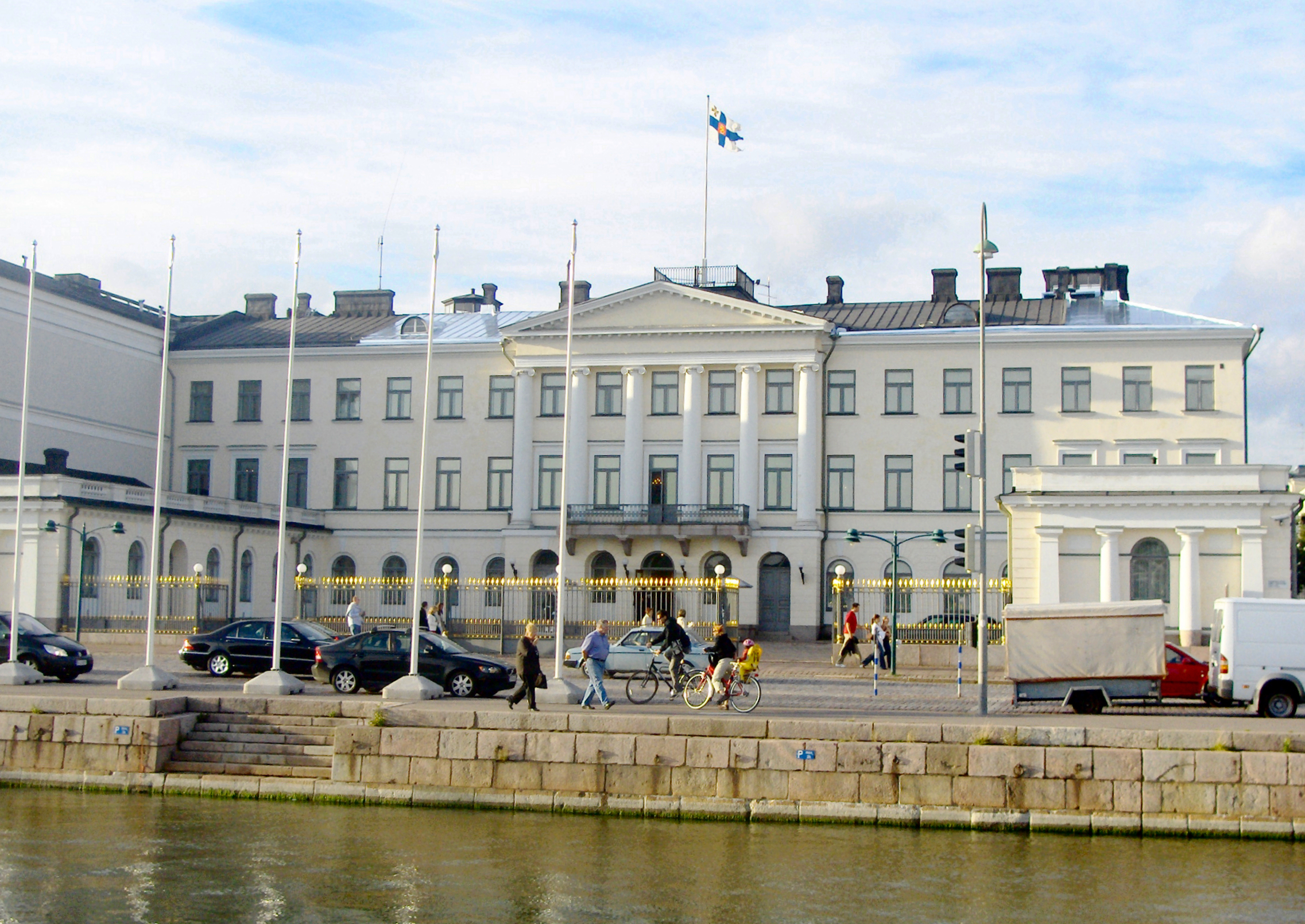
Presidentens slott
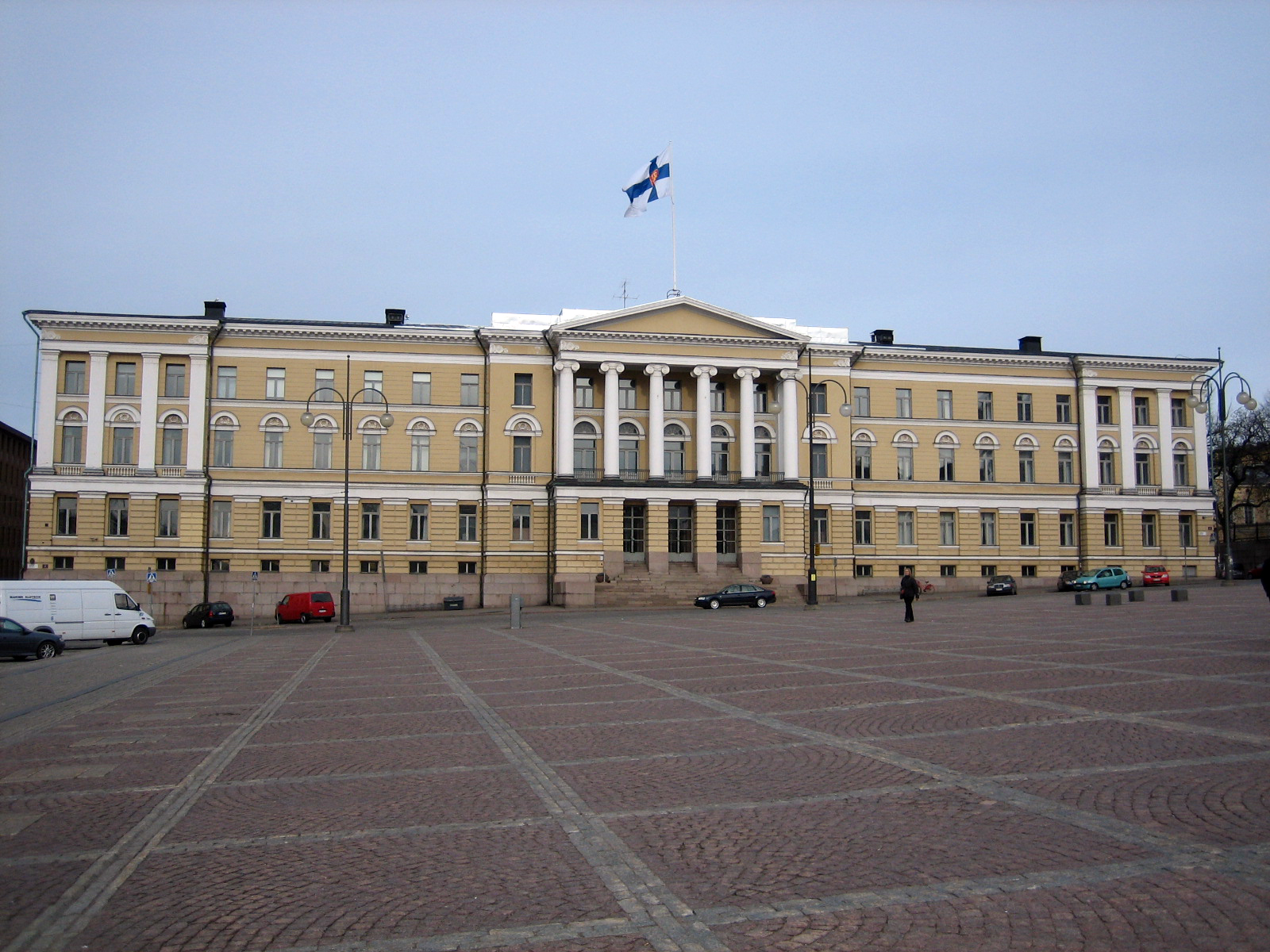
Helsingfors universitets huvudbyggnad